# Domare i Sverige
Denna artikel handlar om domare i Sveriges domstolsväsen. För domare inom sport, se domare (sport).
En domare är i Sverige någon som svarar för uppgiften att döma vid en domstol.
Vissa grundläggande bestämmelser om domare finns i regeringsformen. Där framgår bland annat att endast den som är eller har varit ordinarie domare i  Högsta domstolen eller Högsta förvaltningsdomstolen (tidigare Regeringsrätten) får tjänstgöra som ledamot i någon av de domstolarna. Det finns vidare ett krav på att det ska finnas ordinarie domare i lägre instanser. I sådana domstolar är det emellertid tillåtet för andra att tjänstgöra som domare, exempelvis som nämndeman eller som ett led i domarutbildningen. I fråga om domstol som har inrättats för handläggning av en viss bestämd grupp eller vissa bestämda grupper av mål är det vidare möjligt för riksdagen att i lag göra undantag från kravet att det ska finnas ordinarie domare.
Den som har utnämnts till ordinarie domare får skiljas från tjänsten endast 
- om han eller hon genom brott eller grovt eller upprepat åsidosättande av tjänsteåliggande har visat sig uppenbarligen olämplig att inneha tjänsten, eller

- om han eller hon har uppnått gällande pensionsålder eller annars enligt lag är skyldig att avgå med pension.

Endast den som är svensk medborgare får inneha eller utöva domartjänst.

## De allmänna domstolsslagen
Vid de allmänna domstolsslagen (de allmänna domstolarna och de allmänna förvaltningsdomstolarna) tjänstgör domare med en rad olika titlar, som bland annat är kopplade till anställningsformen och chefsstrukturen.

### Lagfarna domare och nämndemän
Eftersom även nämndemän deltar i den dömande verksamheten, och därmed är domare, används i lagtexter begreppet lagfaren domare om de juridiskt utbildade domarna. Lagfarna domare är anställda vid en domstol.
De lagfarna domarna kan vara ordinarie eller icke ordinarie domare.

### Ordinarie domare
I tingsrätt och förvaltningsrätt finns en lagman, som är domstolens chef, och som regel en eller flera rådmän. I hovrätt och kammarrätt finns en president, som är domstolschef, hovrätts- och kammarrättslagmän, som är avdelningschefer, samt hovrätts- och kammarrättsråd. I de högsta domstolarna – Högsta domstolen och Högsta förvaltningsdomstolen – har domarna titeln justitieråd.

### Icke ordinarie domare
De icke ordinarie domarna är fiskaler (domare under utbildning) eller assessorer och tjänstgör i de lägre instanserna. Det är vidare vanligt att tjänstlediga assessorer arbetar som föredragande (justitiesekreterare) vid Högsta domstolen eller Högsta förvaltningsdomstolen.

### Domarbanan
För att bli lagfaren domare krävs bland annat juristexamen om 270 högskolepoäng eller en motsvarande examen. Däremot finns det inte något formellt krav på att domaren ska ha fullgjort notariemeritering eller genomgått domarutbildning. Den vanligaste vägen till en fast domartjänst går dock genom domarutbildningen. Efter notarietjänstgöring under två år vid en tingsrätt eller en förvaltningsrätt ansöker den som vill genomgå hela utbildningen om en tjänst som fiskal hos en överrätt (hovrätt eller kammarrätt). Fiskalstjänsten pågår under minst fyra år. En fiskal tjänstgör minst två år som domare vid förvaltningsrätt eller tingsrätt och ett år som adjungerad ledamot (tillförordnad assessor) i hovrätt eller kammarrätt. Efter slutligt godkännande erhålls titeln assessor. Hov- och kammarrättsassessorer arbetar ofta utanför domstolarna, till exempel som sekreterare i offentliga utredningar eller rättssakkunniga i Regeringskansliet, för att skaffa sig erfarenheter. Därefter ansöker man om en fast tjänst som rådman eller hov- eller kammarrättsråd.
Det går även att meritera sig för en ordinarie domartjänst exempelvis genom att arbeta som advokat eller åklagare.

## Specialdomstolarna

### Mark- och miljödomstol
En mark- och miljödomstol tillhör organisatoriskt en allmän domstol. I mark- och miljödomstolarna och Mark- och miljööverdomstolen finns det lagfarna domare och tekniska råd. I mark- och miljödomstolen dömer också särskilda ledamöter.
Ett tekniskt råd ska ha teknisk eller naturvetenskaplig utbildning och erfarenhet av sådana sakfrågor som domstolen prövar. En särskild ledamot ska ha erfarenhet av sådana sakfrågor som faller inom Naturvårdsverkets, Havs- och vattenmyndighetens, Boverkets eller Lantmäteriets verksamhetsområde eller av industriell, kommunal eller areell verksamhet.

### Arbetsdomstolen
Arbetsdomstolen består av högst fyra ordförande, högst fyra vice ordförande samt sjutton andra ledamöter. Ordförande är ordinarie domare. Övriga ledamöter och ersättare förordnas av regeringen för tre år. 
Ordförande, vice ordförande och tre andra ledamöter utses bland personer som inte kan anses företräda arbetsgivar- eller arbetstagarintressen. Ordförande och vice ordförande ska vara lagkunniga och ha domarerfarenhet. De tre andra ledamöterna ska ha särskild insikt i förhållandena på arbetsmarknaden. De övriga ledamöterna utses efter förslag av organisationerna på arbetsmarknaden.

### Försvarsunderrättelsedomstolen
Försvarsunderrättelsedomstolen består av en ordförande, en eller högst två vice ordförande samt minst två och högst sex särskilda ledamöter. Ordföranden är ordinarie domare. Vice ordförande och särskilda ledamöter förordnas av regeringen för fyra år.
Ordföranden och vice ordförandena ska vara lagfarna och ha erfarenhet av tjänstgöring som domare. Övriga ledamöter ska ha särskild kunskap om förhållanden av betydelse för domstolens verksamhet.

### Marknadsdomstolen
Marknadsdomstolen består av en ordförande, en vice ordförande samt fem särskilda ledamöter. Ordföranden, vice ordföranden och en av de särskilda ledamöterna ska vara jurister och ha erfarenhet som domare. De andra särskilda ledamöterna ska vara ekonomiska experter. Ledamot och ersättare utses för viss tid. Ordföranden i Marknadsdomstolen är administrativ chef för domstolen. 

### Patent- och marknadsdomstolen
I Patent- och marknadsdomstolen finns patentråd. De ska vara tekniskt kunniga eller lagfarna. Ett av råden är domstolens ordförande.